# أيزو 3166-2:BO

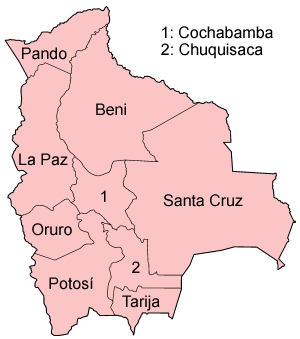

أيزو 31166-2:BO هو الجزء المخصص لدولة بوليفيا في أيزو 3166-2، وهو جزء من معيار أيزو 3166 الذي نشرته المنظمة الدولية للتوحيد القياسي (أيزو)، والذي يُعرف رموز لأسماء التقسيمات الرئيسية (مثل الأقاليم، الجهات، المقاطعات أو الولايات) من جميع البلدان في ترميز أيزو 3166-1.
يتكون كل رمز من جزئين مفصولين بواصلة. الجزء الأول هو BO، وهو رمز وأيزو 3166-1 حرفي 2 للبلد. أما الجزء الثاني فهو عبارة عن حرف واحد.

## الرموز الحالية
| الرمز | التقسيم    |
| ----- | ---------- |
| BO-C  | كوشابامبا  |
| BO-H  | شوكيساكا   |
| BO-B  | محافظة بني |
| BO-L  | لاباز      |
| BO-O  | أرورو      |
| BO-N  | باندو      |
| BO-P  | بوتوسي     |
| BO-S  | سانتا كروز |
| BO-T  | تاريجا     |